# Arianna Romero
Pour les articles homonymes, voir Romero.
Arianna Romero, née le 29 juillet 1992 à Glendale, est une footballeuse internationale mexicaine évoluant au poste de défenseur.

## Biographie

### En club
Arianna Romero évolue aux États-Unis, en Islande, en Australie et en Norvège.

### En équipe nationale
Avec l'équipe du Mexique des moins de 20 ans, elle participe à la Coupe du monde des moins de 20 ans en 2012. Lors du mondial junior qui se déroule au Japon, elle joue quatre matchs. Le Mexique s'incline en quart de finale contre le Nigeria.
Avec l'équipe du Mexique, elle participe à la Coupe du monde féminine 2015 organisée au Canada. Lors de cette compétition, elle ne joue qu'une seule rencontre, face à l'équipe de France.